# Architekten Heydecker

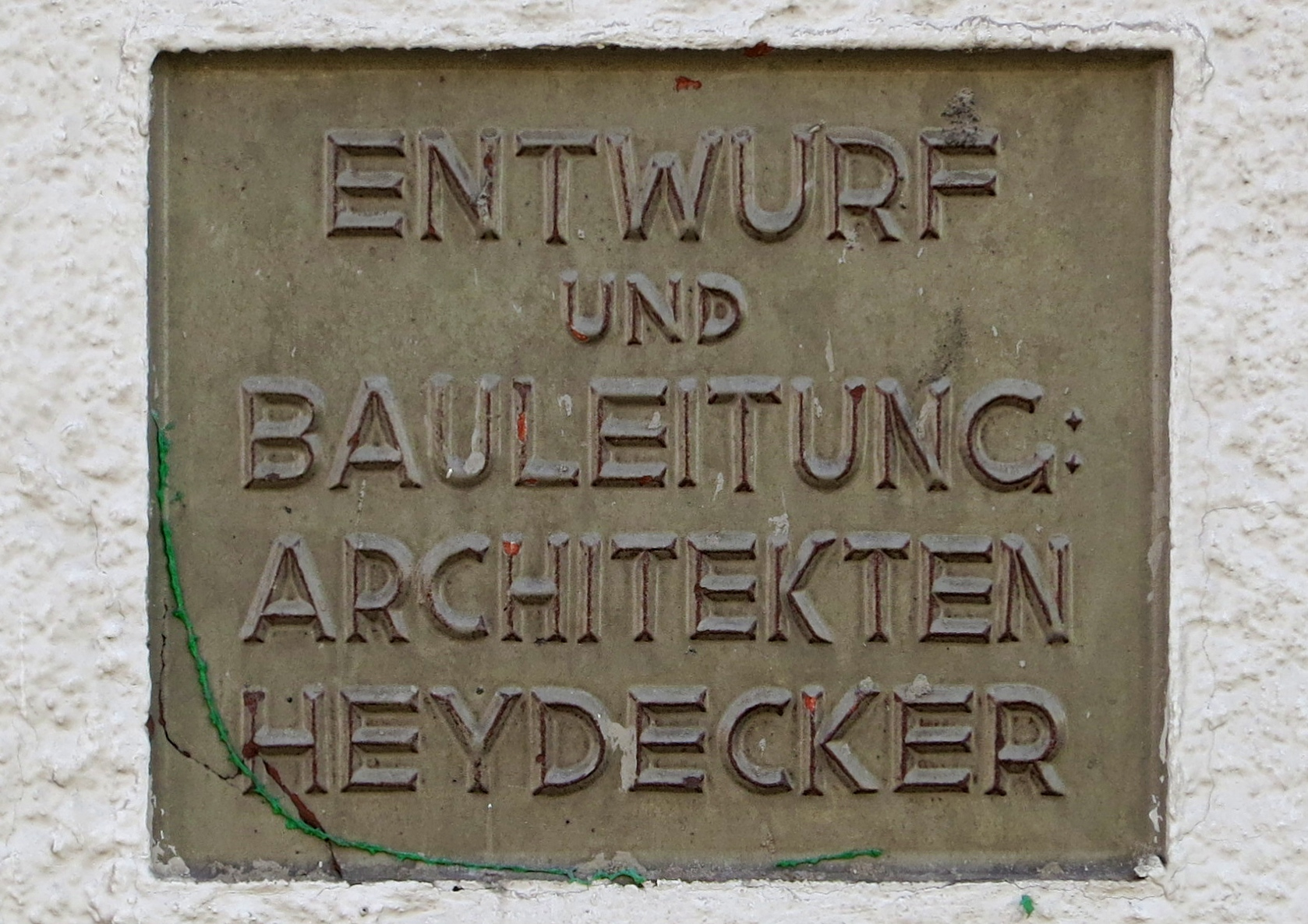
Eine glasierte Tontafel, eingelassen in der Außenfassade der ehemaligen Abfüllhalle des Allgäuer Brauhauses in Kempten

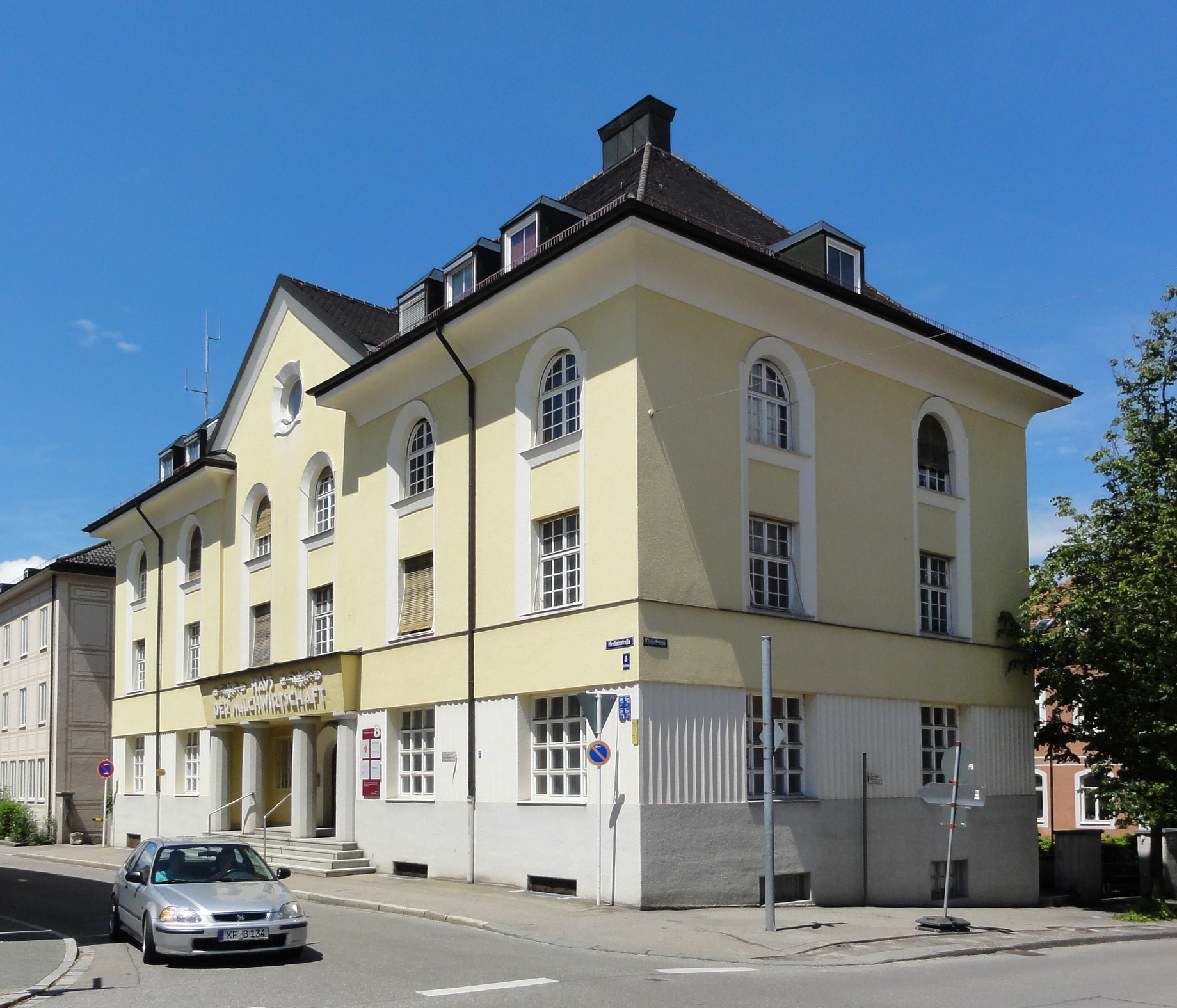
Haus der Milchwirtschaft, Kempten

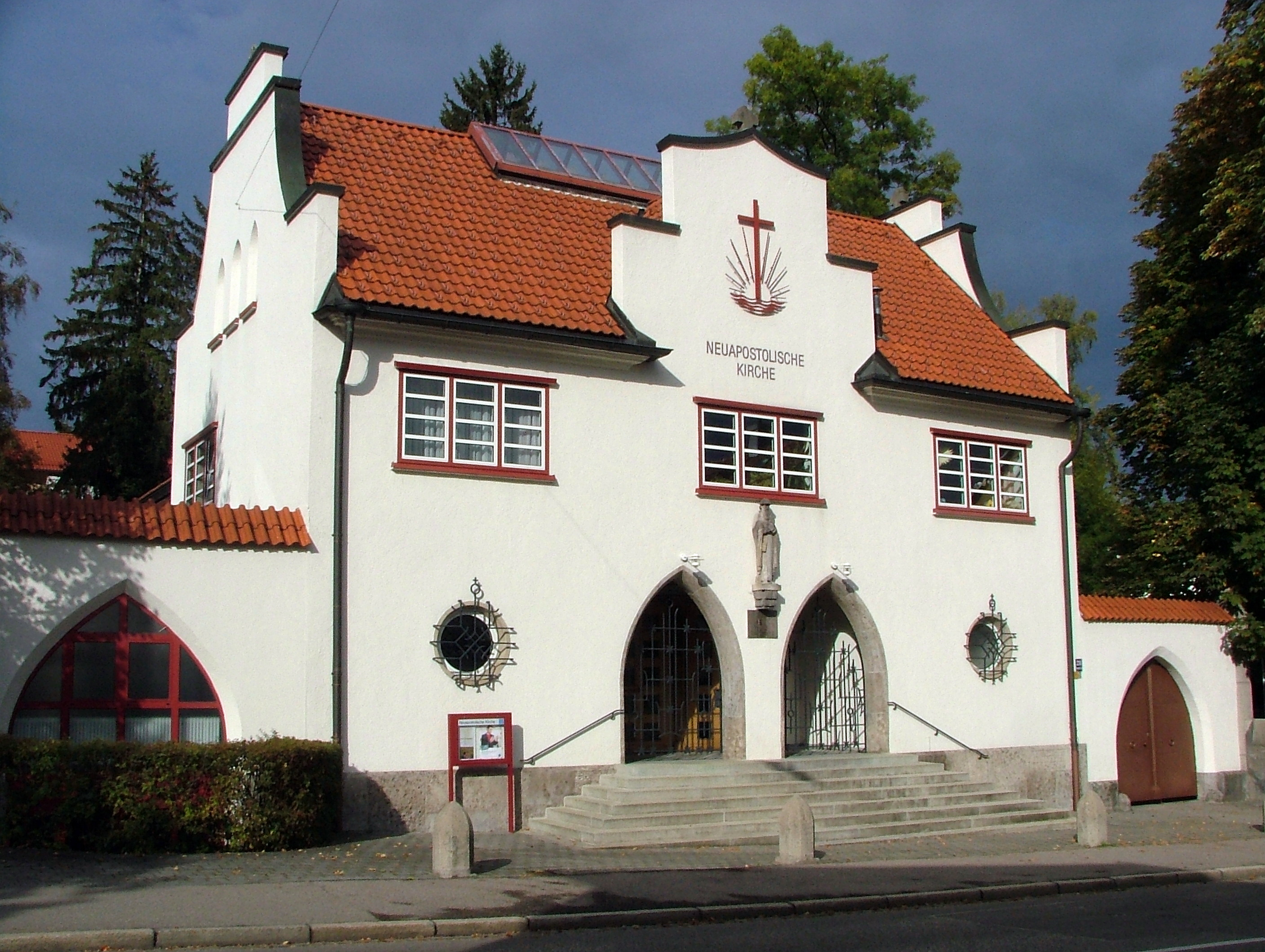
Denkmalgeschützte Neuapostolische Kirche, Kempten

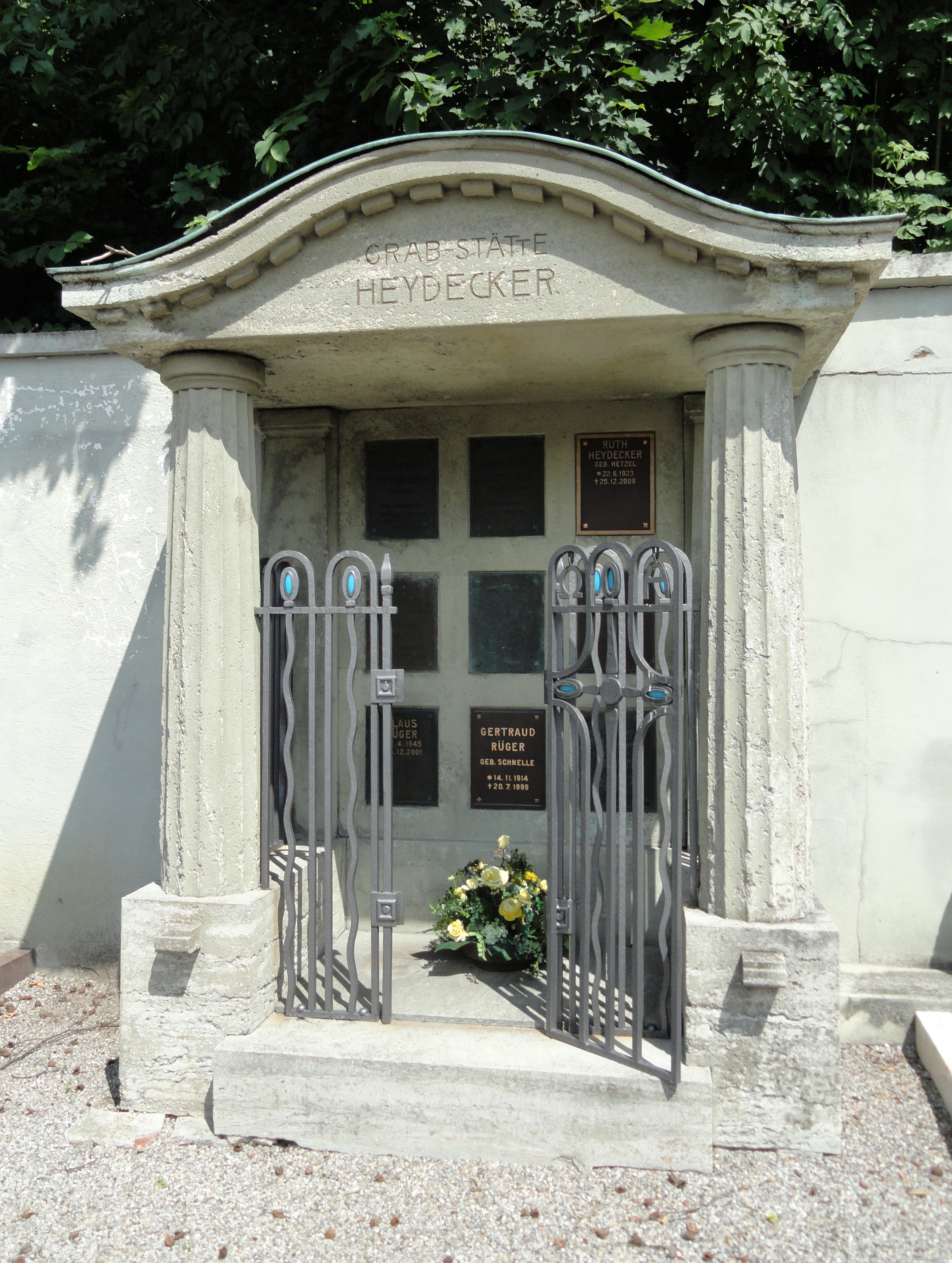
Grabstätte Heydecker, Evangelischer Friedhof Kempten

Die Architekten Heydecker waren die Brüder Leonhard Heydecker jr. (* 26. August 1871 in Kempten; † 27. Juli 1958 ebenda) und Otto Heydecker (* 29. März 1885 in Kempten; † 13. April 1960 in Meersburg). Die Hauptwirkungsstätte der beiden Architekten war ihre Heimatstadt Kempten.

## Leben und Wirken
Leonhard und Otto waren Söhne des Kemptner Schreinermeisters und Möbelbauers Leonhard Heydecker (1840–1915) und dessen Frau Maria Elisabetha, geborene Sontheimer (1844–1910), die gemeinsam mehrere Kinder hatten.
Der ältere der beiden, Leonhard Heydecker jr., war nicht nur Architekt, sondern wie sein Vater auch Möbelfabrikant. Er wurde mit seiner Firma „Archiktekt Leonhard Heydecker jr.“ zunächst durch seine Bautätigkeit bekannt. Er entwarf jedoch nicht nur die Gebäude selbst, sondern häufig auch deren Inneneinrichtung, so dass einheitlich durchgestaltete Gesamtwerke entstanden; ein repräsentatives Beispiel hierfür ist die um 1910 entstandene, heute unter Denkmalschutz stehende Städtische Realschule in Memmingen.
Die von der Firma Heydecker produzierten Möbel wurden nur auf Bestellung und unter Berücksichtigung der Wünsche der Kunden angefertigt, die aus ganz Süddeutschland kamen und meist dem gehobenen Mittelstand angehörten. In Überlingen, wo Leonhard Heydecker geheiratet hatte, befand sich ein Zweitsitz der Firma. Ein außergewöhnlich großer Absatz wurde mit „absolut schalldichten“ Telefonkabinen erreicht, deren Alleinlieferant die Firma Heydecker für ganz Württemberg war.
Der vierzehn Jahre jüngere Otto Heydecker trat erst im Jahr 1909 in das Geschäft ein. Er hatte nach dem Besuch der Realschule und der Industrieschule an der Technischen Hochschule Darmstadt Bauingenieurwesen studiert und mit dem akademischen Grad Diplom-Ingenieur abgeschlossen.
Als „Architekten Heydecker“ nahmen die beiden Brüder an Architektenwettbewerben auch weit außerhalb ihrer Heimatregion teil und erzielten beachtliche Erfolge. Unter anderem gewannen sie bei einem Wettbewerb um ein neues Realgymnasium und eine Oberrealschule in Görlitz unter 187 Bewerbern den 2. Preis, im ostpreußischen Allenstein bei einem Wettbewerb um den Bau eines neuen Rathauses ebenfalls den 2. Preis unter 73 Bewerbern. Weitere Wettbewerbsteilnahmen erfolgten unter anderem für Projekte in Köln und Heidelberg.
Die Brüder Heydecker arbeiteten auch mit dem Maler und Medailleur Franz Xaver Unterseher sowie mit dem Architekten Andor Ákos zusammen. Sie projektierten Arbeiterhäuser, Herrschaftssitze, Werkstätten und Fabrikgebäude und prägten das Bild ihrer Geburtsstadt Kempten nachhaltig. Heute stehen zahlreiche der von ihnen geschaffenen Gebäude, die oft Tafeln mit der Inschrift „Architekten Heydecker“ tragen, unter Denkmalschutz.

## Persönliches
Leonhard Heydecker heiratete am 5. April 1908 in Überlingen die in Luzern geborene Katharina Amalie Rosa „Milly“ Ziesing (1868–1938).
Am 6. November 1912 heiratete Otto Heydecker in Braunschweig die aus Velpke stammende Meta Velke (1888–1971). Das Ehepaar lebte in Kempten. Aus dieser Ehe gingen die beiden Söhne Rudolf Leonhard (1919–2012) und Walter (1921–1941) hervor.
Das Familiengrab der Familie Heydecker auf dem Evangelischen Friedhof Kempten wurde von den Brüdern Leonhard und Otto Heydecker selbst entworfen. Sie fanden beide dort ihre letzte Ruhestätte.

## Ehrungen
- Benennung der Heydeckerstraße im Kemptener Stadtteil Eich.[6]

## Werk (Auswahl)

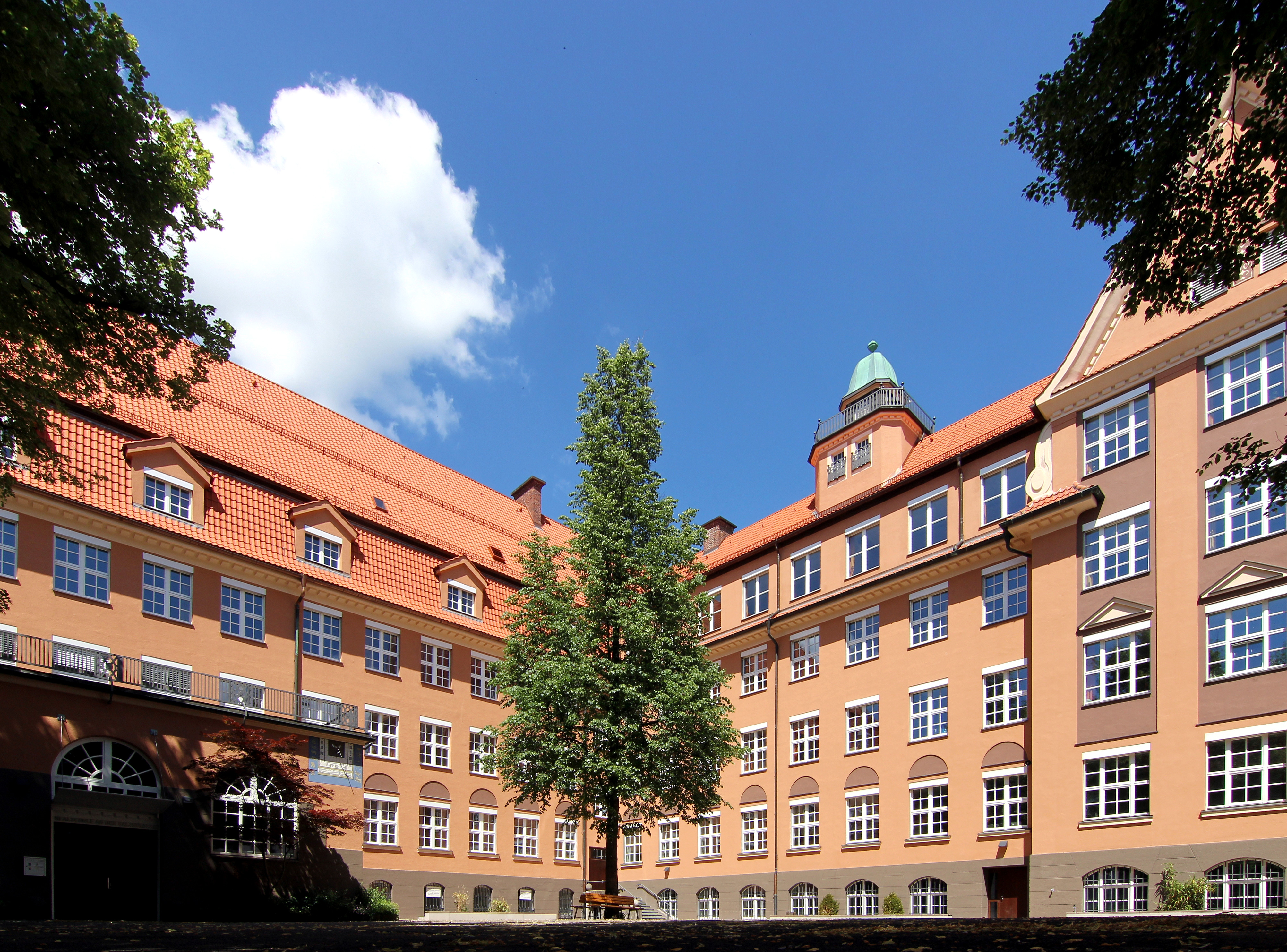
Realschule an der Salzstraße, Kempten (Allgäu)

### Gebäude in Kempten (Allgäu)
- St.-Anna-Heim in Lenzfried, 1897
- Realschule an der Salzstraße, 1915[9][6][10]
- Haus der Milchwirtschaft, 1924/25
- Fasshalle für das Allgäuer Brauhaus, 1926
- Stadtgärtner-Brunnen am Westaufgang zur Burghalde (1926)
- Neuapostolische Kirche, 1927
- Christuskirche in Kempten-Kottern, 1927
- Allgäuer Tierzuchthalle, 1928
- Christliches Hospiz (Bahnhofstraße), mittlerweile stark verändert, 1929
- Firmengebäude von Auto-Abt an der Burgstraße, 1930
- Kellerhaus (Rathausplatz 18), 1936/1937
- Urnenwand, Evangelischer Friedhof
- Ehemaliges Kinderheim an der Burgstraße
- Volksschule in Kottern

- Bahnhofkiosk, mittlerweile abgetragen (ehemals Bahnhofsplatz, heute August-Fischer-Platz)
- Ladenbau am ehemaligen Bahnhofsplatz, abgegangen
- Elektroschmelzwerk bei Kempten (heute: 3M Technical Ceramics)
- Eigene Heydecker-Möbelfabrik am Freudenberg, abgegangen

### Gebäude in der Umgebung von Kempten (Allgäu)
- Zentralkino in Füssen (Bahnhofstraße 10)
- Arbeitersiedlung für die Baumwollspinnerei in Kaufbeuren
- Städtische Realschule in Memmingen
- Gasthof Schwanen, heute Rathaus, in Dietmannsried
- Verschiedene Wohnhäuser in Obergünzburg[6]
- Rathaus in Immenstadt im Allgäu, Turmerneuerung durch Leonhard Heydecker
- Alp- und Wirtschaftsschule in Immenstadt im Allgäu (Philosophenweg; heute Liststraße)
- Gaststätte „Zum Wilde Männle“ in Oberstdorf
- Rathaus in Lindenberg im Allgäu

### Gebäude in weiteren Orten
- Pfaff-Villa in Solln bei München, 1923
- Evangelisch-Lutherische Stadtpfarrkirche in Krumbach

### Entwürfe
- Wettbewerbsentwurf für ein Gebäude in Köln
- 1910: Wettbewerbsentwurf für das Rathaus in Heidelberg (Ankauf)[11]
- 1910: Wettbewerbsentwurf für ein Realgymnasium in Görlitz (prämiert mit einem 2. Preis in Höhe von 2.400 Mark)[12]
- 1910: Wettbewerbsentwurf für das Rathaus in Allenstein (Ostpreußen) (prämiert mit einem von zwei 2. Preisen in Höhe von 1.500 Mark)[13]
- 1912: Wettbewerbsentwurf für eine Knabenschule in Mindelheim (Ankauf)[14]
- 1925: Wettbewerbsentwurf für eine Landwirtschaftsschule und ein Kulturbauamt in Kaufbeuren (prämiert mit dem 3. Preis)[15]